# Luzula divulgata
Luzula divulgata — вид рослин із родини ситникових (Juncaceae), що зростає в Європі.

## Біоморфологічний опис
Багаторічна густо кущиста трава, зазвичай вище 15 см під час цвітіння. Листки мають рідкісні, довгі, невпорядковані, білуваті волоски на краю. Суцвіття є колом колосків з нерівномірно довгих випростаних чи пониклих колосків. Колоски складаються з 6–11 квіток. Квітки дрібні, листочків оцвітини 6, вони бурі, всі приблизно однакового розміру. Тичинок 6. Плід — коробочка. Насіння ≈ 1 мм завдовжки. Період цвітіння: квітень — травень.

## Середовище проживання
Зростає в Європі (Швеція, Австрія, Чехія, Словаччина, Німеччина, Угорщина, Польща, Болгарія, Румунія, Україна).
Населяє світлі листопадні ліси, у соснових борах, на галявинах, на узліссях, у лісостепах.